# 大館市立早口小学校
大館市立早口小学校（おおだてしりつ はやぐちしょうがっこう）は、秋田県大館市長坂にある公立小学校。通称「早小（はやしょう）」。

## 概要
- 校門は羽州街道に面している。近くを流れる早口川は、羽州街道と交差するため、大名行列の際、徒渡り（かちわたり）をして通過したと言われる。
- 2008年（平成20年）4月に大館市立岩野目小学校を統合した。児童たちは、総合学習の一環として徒渡りを例年実施しており、蓮台に乗ったお殿様やお姫様に扮する児童たちと保護者も一緒に学習に参加する。

## 沿革
- 1875年（明治8年）10月 - 坂地郷倉に坂地学校開校。
- 1884年（明治17年）10月 - 長坂坂地に校舎新築移転。
- 1888年（明治21年） - 坂地簡易小学校と改称。
- 1892年（明治25年） - 早口尋常小学校と改称。
- 1901年（明治34年）4月 - 早口尋常高等小学校と改称。
- 1902年（明治35年）12月 - 坂地岱に新校舎新築移転。尋常科6年、高等科2年となる。
- 1923年（大正11年）10月 - 6教室と体操場新築。
- 1925年（大正14年）10月 - 創立50周年記念グラウンド造成。
- 1941年（昭和16年）4月 - 国民学校令により、早口国民学校と改称。
- 1947年（昭和22年）
  - 4月 - 学制改革により、早口村立早口小学校と改称。
  - 7月1日 - 早口村の町制施行により、早口町立早口小学校と改称。
- 1948年（昭和23年）6月 - PTA結成。
- 1951年（昭和26年）12月 - 現在地に校舎新築竣工。
- 1956年（昭和31年）9月 - 昭和の大合併により、田代町立早口小学校と改称。
- 1965年（昭和40年）10月 - 創立90周年記念式典挙行。校歌制定し、門柱建立。
- 1968年（昭和43年）9月 - 学校給食実施。
- 1972年（昭和47年）7月 - プール完成。
- 1975年（昭和50年）10月 - 創立百周年記念式典挙行。小畑勇二郎胸像建立。
- 1979年（昭和54年）7月 新校舎落成式挙行。
- 1980年（昭和55年）8月 - グランドと野球場が完成。
- 1989年（平成元年）8月 - グランド法面と学校園が完成。
- 1992年（平成4年）11月 - コンピュータ室が完成。
- 1998年（平成10年）
  - 5月 - 職員室前花壇完成。
  - 9月 - 「秋の大冒険」スタート。
- 2001年（平成13年）3月 - 「21世紀記念タイムカプセル」を体育館脇へ埋設。開封は、創立150周年となる2025年の予定。
- 2004年（平成16年）11月 - アスファルトグラウンド補修。
- 2005年（平成17年）6月20日 - 平成の大合併により、大館市立早口小学校と改称。
- 2008年（平成20年）4月 - 岩野目小学校を統合。
- 2009年（平成21年）4月 - 学校教育目標変更。
- 2013年（平成25年）12月 - 校舎耐震補強工事竣工。

## 通学区域と進学先中学校
出典：

### 通学区域
- 出口（1〜6）
- 桜花
- 赤坂下
- 比立内
- 外川原
- 大巻
- 長坂
- みのり台
- 長坂坂地
- 坂地
- 本郷（1〜3）
- 若杉
- 中仕田
- 岩野目
- 大岱
- 李岱
- 深沢
- 深岱
- 大渕
- 大野
- 高岨
- 中谷地
- 大野岱

### 進学先中学校
- 大館市立田代中学校

## 周辺
周りは人家や田畑が広がる。
- 米代川
- 国道7号

## アクセス
- 秋北バス「大館田代線」・「鷹巣大館線」で、「早口」停留所より、徒歩約1.1km・約17分。